# Montanha Whistler
Montanha Whistler é um pico da cordilheira Fitzsimmons na parte noroeste do Parque Provincial Garibaldi, localizado na estação de esqui e município de Whistler.
Seu nome original era London (Londres), inspirado numa mina na região, que por sua vez assim foi denominada pela grande quantidade de neblina e chuva. A localidade se chamava Alta Lake antes da criação do município na década de 1970; mas o nome da montanha já havia sido mudado em 1965, pois a associação com o clima ruim de Londres não era um chamativo convincente para o local. Com o advento da estação de esqui no fim da década de 1960, o nome foi mudado para Whistler.